# María Luisa Ponte
María Luisa Ponte Mancini (Medina de Rioseco, 21 giugno 1918 – Madrid, 2 maggio 1996) è stata un'attrice spagnola.

## Filmografia parziale

### Cinema
- L'appartamentino (El pisito), regia di Marco Ferreri e Isidoro M. Ferry (1958)
- La vida por delante, regia di Fernando Fernán Gómez (1958)
- ¿Dónde vas, Alfonso XII?, regia di Luis César Amadori (1959)
- Tenemos 18 años, regia di Jesús Franco (1959)
- Los chicos, regia di Marco Ferreri (1959)
- Il ribelle dei contrabbandieri (Un ángel tuvo la culpa), regia di Luis Lucia (1960)
- El cochecito: La vetturetta (El cochecito), regia di Marco Ferreri (1960)
- La moglie di mio marito, regia di Antonio Román (1961)
- La venganza de Don Mendo, regia di Fernando Fernán Gómez (1962)
- La banda degli otto (La banda de los ocho), regia di Tulio Demicheli (1962)
- La ballata del boia (El verdugo), regia di Luis García Berlanga (1963)
- Nunca pasa nada, regia di Juan Antonio Bardem (1963)
- El extraño viaje, regia di Fernando Fernán Gómez (1964)
- Ercole, Sansone, Maciste e Ursus gli invincibili, regia di Giorgio Capitani (1964)
- El mundo sigue, regia di Fernando Fernán Gómez (1965)
- La fabbrica dei soldi (Les combinards), registi vari (1966)
- La ciudad no es para mí, regia di Pedro Lazaga (1966)
- Agente speciale L.K. (Operazione Re Mida) (Lucky, el intrépido), regia di Jesús Franco (1967)
- El turismo es un gran invento, regia di Pedro Lazaga (1968)
- De Sade 70, regia di Jesús Franco (1970)
- El padre de la criatura, regia di Pedro Lazaga (1972)
- Don Quijote cabalga de nuevo, regia di Roberto Gavaldón (1973)
- La regenta, regia di Gonzalo Suárez (1974)
- Perversità (La petición), regia di Pilar Miró (1976)
- Camada negra, regia di Manuel Gutiérrez Aragón (1977)
- ¡Vaya par de gemelos!, regia di Pedro Lazaga (1978)
- La supplente va in città, regia di Vittorio De Sisti (1979)
- Il nido (El nido), regia di Jaime de Armiñán (1980)
- El liguero mágico, regia di Mariano Ozores (1980)
- Es peligroso casarse a los 60, regia di Mariano Ozores (1981)
- L'alveare (La colmena), regia di Mario Camus (1982)
- Nacional III, regia di Luis García Berlanga (1982)
- La vaquilla, regia di Luis García Berlanga (1985)
- La corte de Faraón, regia di José Luis García Sánchez (1985)
- Mambrú se fue a la guerra, regia di Fernando Fernán Gómez (1986)
- Il viaggio in nessun luogo (El viaje a ninguna parte), regia di Fernando Fernán Gómez (1986)
- Mori e cristiani (Moros y cristianos), regia di Luis García Berlanga (1987)
- Rosa rosae, regia di Fernando Colomo (1993)
- Canción de cuna, regia di José Luis Garci (1994)

### Televisione
- Novela - serie TV, 6 episodi (1970-1973)
- Paco il camionista (Los camioneros) - serie TV, 5 episodi (1973-1974)
- Segunda enseñanza - serie TV, 6 episodi (1986)
- Lorca, morte di un poeta (Lorca, muerte de un poeta) - serie TV, 4 episodi (1987)
- Las chicas de hoy en día - serie TV, 15 episodi (1991-1992)
- Farmacia de guardia - serie TV, 36 episodi (1991-1993)
- La regenta - serie TV, 3 episodi (1995)

## Premi
- Premi Goya
  - 1995: "Mejor Actriz de Reparto" (Canción de cuna)
- National Syndicate of Spectacle
  - 1962: "Best Supporting Actress" (Ensayo general para la muerte)
- Premios ACE
  - 1983: "Cinema - Best Supporting Actress" (El nido)
  - 1984: "Cinema - Best Supporting Actress" (L'alveare)